# Fédération britannique de gymnastique
La Fédération britannique de gymnastique, nommée British Gymnastics est l'instance nationale gérant la gymnastique au Royaume-Uni. Elle a été créée sous le nom de British Amateur Gymnastics Association (BAGA) en 1888.
Elle est affiliée à la Fédération internationale de gymnastique.